# Campionati mondiali di canoa/kayak 1938
I primi Campionati mondiali di canoa/kayak si sono svolti a Vaxholm (Svezia) nel 1938.

## Medagliere
| Pos. | Paese          | Oro | Argento | Bronzo | Totale |
| ---- | -------------- | --- | ------- | ------ | ------ |
| 1    | Svezia         | 5   | 3       | 2      | 10     |
| 2    | Germania       | 4   | 5       | 3      | 12     |
| 3    | Cecoslovacchia | 1   | 1       | 2      | 4      |
| 4    | Finlandia      | 1   | 0       | 0      | 1      |
| 5    | Polonia        | 0   | 1       | 0      | 1      |
| 5    | Ungheria       | 0   | 1       | 0      | 1      |
| 7    | Danimarca      | 0   | 0       | 3      | 3      |
| 8    | Austria        | 0   | 0       | 1      | 1      |

## Medaglie Canoa

### C1 1000m
| Posizione | Atleta         | Paese          | Tempo |
| --------- | -------------- | -------------- | ----- |
|           | Otto Neumuller | Germania       |       |
|           | Hans Wiedemann | Germania       |       |
|           | Bohumil Sladek | Cecoslovacchia |       |

### C2 1000m
| Posizione | Atleta                          | Paese          | Tempo |
| --------- | ------------------------------- | -------------- | ----- |
|           | Rupert Weinstabl Karl Prosil    | Germania       |       |
|           | Bohuslav Karlík Jan Brzák-Felix | Cecoslovacchia |       |
|           | Václav Mottl Zdenek Skrdlant    | Cecoslovacchia |       |

## Medaglie Kayak

### K1 600m
| Posizione | Atleta             | Paese     | Tempo |
| --------- | ------------------ | --------- | ----- |
|           | Maggie Kalka       | Finlandia |       |
|           | Maj-Britt Bergqvst | Svezia    |       |
|           | Bodil Thirsted     | Danimarca |       |

### K1 1000m
| Posizione | Atleta           | Paese    | Tempo |
| --------- | ---------------- | -------- | ----- |
|           | Karl Widmark     | Svezia   |       |
|           | Helmut Cämmerer  | Germania |       |
|           | Gregor Hradetzky | Austria  |       |

### K1 10000m
| Posizione | Atleta           | Paese   | Tempo |
| --------- | ---------------- | ------- | ----- |
|           | Karl Widmark     | Svezia  |       |
|           | Czeslaw Sobieraj | Polonia |       |
|           | Egon Nilsson     | Svezia  |       |

### F1 10000m
| Posizione | Atleta          | Paese    | Tempo |
| --------- | --------------- | -------- | ----- |
|           | Arne Bogren     | Svezia   |       |
|           | Kamil Balatoni  | Ungheria |       |
|           | Gunter Nowatzky | Germania |       |

### K2 600m
| Posizione | Atleta                              | Paese          | Tempo |
| --------- | ----------------------------------- | -------------- | ----- |
|           | Marta Pavlisova Marta Zvolankova    | Cecoslovacchia |       |
|           | Josefa Lehmenkuhler Elisabeth Kropp | Germania       |       |
|           | Ruth Lange Bodil Thirsted           | Danimarca      |       |

### K2 1000m
| Posizione | Atleta                     | Paese     | Tempo |
| --------- | -------------------------- | --------- | ----- |
|           | Helmut Triebe Hans Eberle  | Germania  |       |
|           | Kurt Boo Hans Berglund     | Svezia    |       |
|           | Poul Larsen Vagn Jorgensen | Danimarca |       |

### K2 10000m
| Posizione | Atleta                           | Paese    | Tempo |
| --------- | -------------------------------- | -------- | ----- |
|           | Gunnar Johanson Berndt Berntsson | Svezia   |       |
|           | Helmut Triebe Hans Eberle        | Germania |       |
|           | Adolf Kainz Karl Maurer          | Germania |       |

### F2 10000m
| Posizione | Atleta                               | Paese    | Tempo |
| --------- | ------------------------------------ | -------- | ----- |
|           | Carl-Gustav Hellstrandt Erik Helsvik | Svezia   |       |
|           | Erik Bladström Sven Johansson        | Svezia   |       |
|           | Kurt Kreh Johann Kuchs               | Germania |       |

### K4 1000m
| Posizione | Atleta                                                          | Paese    | Tempo |
| --------- | --------------------------------------------------------------- | -------- | ----- |
|           | Ernst Kube Heini Bruggeman Ernst Strathmann Heine Strathmann    | Germania |       |
|           | Hans Rein Josef Riedl Albert Schorn Karl Aulenbach              | Germania |       |
|           | Roland Karlsson Gote Carlsson Gunnar Johansson Berndt Berntsson | Svezia   |       |